# Región de Folon
Folon es una de las treinta y una regiones de Costa de Marfil. En mayo de 2014 tenía una población censada de 96 415 habitantes. Está formada por los siguientes departamentos, que se muestran igualmente con población de mayo de 2014:
- Kaniasso 58,216
- Minignan 38,199[1]